# Alticola barakshin
Alticola barakshin är en däggdjursart som beskrevs av Alexandre Fedorovich Bannikov 1947. Alticola barakshin ingår i släktet asiatiska bergssorkar och familjen hamsterartade gnagare. IUCN kategoriserar arten globalt som livskraftig. Inga underarter finns listade i Catalogue of Life.
Arten når en kroppslängd (huvud och bål) av 100 till 125 mm, en svanslängd av 18 till 26 mm och en vikt av 31 till 40 g. Den har 17 till 21 mm långa bakfötter och 15 till 19 mm stora öron. På ovansidan förekommer oftast gråbrun päls med röd skugga på några ställen men det finns ganska mycket variation. Undersidan är täckt av ljusgrå päls som kan ha en orange skugga. Även den korta svansen är uppdelad i en brun ovansida och en vit undersida. På ovansidan av händer och fötter finns ljusgrå till vit päls.
Denna gnagare förekommer i västra Mongoliet och angränsande delar av Kina och Ryssland. Den vistas i bergstrakter och högplatå mellan 900 och 2500 meter över havet. Habitatet utgörs av bergsstäpper med några buskar. Honor föder troligen 6 ungar per kull. Arten är växtätare.